# Magdalene Sibylle de Saxa-Weissenfels (1673-1726)
Magdalene Sibylle de Saxa-Weissenfels (n. 3 septembrie 1673, Halle (Saale), Archbishopric of Magdeburg⁠(d) – d. 28 noiembrie 1726, Eisenach, Saxa-Eisenach) a fost o nobilă germană din Casa de Wettin (linia albertină) și prin căsătorie Ducesă de Saxa-Eisenach.

## Biografie
Născută la Halle, ea a fost primul copil al ducelui Johann Adolf I de Saxa-Weissenfels și a Johannei Magdalena, fiica ducelui Frederic Wilhelm al II-lea de Saxa-Altenburg. Magdalene Sibylle a fost numită după străbunica paternă, Magdalene Sibylle a Prusiei.
La Weissenfels la 28 iulie 1708 Magdalene Sibylle s-a căsătorit cu Ducele Johann Wilhelm al III-lea, Duce de Saxa-Eisenach fiind cea de-a treia lui soție. Ei au avut trei copii, dintre care doar unul a atins vârsta adultă:
1. Johanna Magdalene Sophie (19 august 1710, Eisenach – 26 februarie 1711, Eisenach);
2. Christiane Wilhelmine (3 septembrie 1711, Altenkirchen – 27 noiembrie 1740, Idstein); s-a căsătorit la 26 noiembrie 1734 cu Karl, Prinț de Nassau-Usingen;
3. Johann Wilhelm (28 ianuarie 1713, Marksuhl – 8 mai 1713, Eisenach).

Magdalene Sibylle a murit la Eisenach, la vârsta de 53 de ani și a fost înmormîntată în Georgenkirche (Eisenach).